# Scilla chlorantha
Scilla chlorantha är en sparrisväxtart som beskrevs av John Gilbert Baker. Scilla chlorantha ingår i släktet blåstjärnesläktet, och familjen sparrisväxter. Inga underarter finns listade i Catalogue of Life.